# Sciades mindoroensis
Sciades mindoroensis là một loài bọ cánh cứng trong họ Cerambycidae.